# تیراندازی در المپیک تابستانی ۲۰۲۴ – تراپ مردان
تراپ مردان یکی از رویدادهای تیراندازی در المپیک تابستانی ۲۰۲۴ است که از ۲۹ تا ۳۰ ژوئیه ۲۰۲۴ در پاریس برگزار شده است.

## مرحله مقدماتی
| رتبه | ورزشکار                 | کشور                | 1  | 2  | 3  | 4  | 5  | مجموع | Shoot-off | یادداشت‌ها |
| ---- | ----------------------- | ------------------- | -- | -- | -- | -- | -- | ----- | --------- | --------- |
| ۱    | چی یینگ                 | چین                 | ۲۵ | ۲۳ | ۲۵ | ۲۵ | ۲۵ | ۱۲۳   | ۷         | Q         |
| ۲    | ناتان هالس              | بریتانیای کبیر      | ۲۵ | ۲۴ | ۲۴ | ۲۵ | ۲۵ | ۱۲۳   | ۶         | Q         |
| ۳    | James Willett           | استرالیا            | ۲۵ | ۲۴ | ۲۵ | ۲۴ | ۲۵ | ۱۲۳   | ۱         | Q         |
| ۴    | Rickard Levin-Andersson | سوئد                | ۲۵ | ۲۴ | ۲۵ | ۲۴ | ۲۵ | ۱۲۳   | ۰         | Q         |
| ۵    | ژان پیر برول            | گواتمالا            | ۲۴ | ۲۵ | ۲۳ | ۲۵ | ۲۵ | ۱۲۲   | ۱۴        | Q         |
| ۶    | Derrick Mein            | ایالات متحده آمریکا | ۲۳ | ۲۴ | ۲۵ | ۲۵ | ۲۵ | ۱۲۲   | ۱۳        | Q         |
| ۷    | جووانی چرنوگوراتس       | کرواسی              | ۲۳ | ۲۵ | ۲۵ | ۲۴ | ۲۵ | ۱۲۲   | ۱۰        |           |
| ۸    | یو هایچنگ               | چین                 | ۲۵ | ۲۳ | ۲۵ | ۲۵ | ۲۴ | ۱۲۲   | ۶         |           |
| ۹    | Mitchell Iles           | استرالیا            | ۲۴ | ۲۳ | ۲۵ | ۲۵ | ۲۵ | ۱۲۲   | ۳         |           |
| ۱۰   | Driss Haffari           | مراکش               | ۲۳ | ۲۵ | ۲۵ | ۲۵ | ۲۴ | ۱۲۲   | ۲         |           |
| ۱۱   | Owen Robinson           | نیوزیلند            | ۲۳ | ۲۵ | ۲۳ | ۲۵ | ۲۵ | ۱۲۱   |           |           |
| ۱۲   | Yang Kun-pi             | چین تایپه           | ۲۲ | ۲۵ | ۲۵ | ۲۴ | ۲۵ | ۱۲۱   |           |           |
| ۱۳   | مائورو ده فیلیپیس       | ایتالیا             | ۲۵ | ۲۴ | ۲۳ | ۲۴ | ۲۵ | ۱۲۱   |           |           |
| ۱۴   | آلبرتو فرناندز          | اسپانیا             | ۲۳ | ۲۵ | ۲۴ | ۲۵ | ۲۴ | ۱۲۱   |           |           |
| ۱۵   | Oğuzhan Tüzün           | ترکیه               | ۲۵ | ۲۵ | ۲۳ | ۲۴ | ۲۴ | ۱۲۱   |           |           |
| ۱۶   | جووانی پلیلو            | ایتالیا             | ۲۴ | ۲۴ | ۲۵ | ۲۵ | ۲۳ | ۱۲۱   |           |           |
| ۱۷   | خالد المضف              | کویت                | ۲۴ | ۲۵ | ۲۳ | ۲۴ | ۲۴ | ۱۲۰   |           |           |
| ۱۸   | ییژی لیپتاک             | جمهوری چک           | ۲۴ | ۲۱ | ۲۴ | ۲۵ | ۲۵ | ۱۱۹   |           |           |
| ۱۹   | Sébastien Guerrero      | فرانسه              | ۲۴ | ۲۳ | ۲۳ | ۲۴ | ۲۵ | ۱۱۹   |           |           |
| ۲۰   | Eduardo Lorenzo         | جمهوری دومینیکن     | ۲۳ | ۲۵ | ۲۵ | ۲۳ | ۲۳ | ۱۱۹   |           |           |
| ۲۱   | Prithviraj Tondaiman    | هند                 | ۲۲ | ۲۵ | ۲۱ | ۲۵ | ۲۵ | ۱۱۸   |           |           |
| ۲۲   | Andrés García           | اسپانیا             | ۲۲ | ۲۴ | ۲۵ | ۲۳ | ۲۴ | ۱۱۸   |           |           |
| ۲۳   | Saeed Abu Sharib        | قطر                 | ۲۴ | ۲۲ | ۲۴ | ۲۵ | ۲۳ | ۱۱۸   |           |           |
| ۲۴   | محمد بیرانوند           | ایران               | ۲۳ | ۲۳ | ۲۴ | ۲۲ | ۲۵ | ۱۱۷   |           |           |
| ۲۵   | متیو کاوئرد-هالی        | بریتانیای کبیر      | ۲۴ | ۲۲ | ۲۴ | ۲۳ | ۲۴ | ۱۱۷   |           |           |
| ۲۶   | Marián Kovačócy         | اسلواکی             | ۲۲ | ۲۴ | ۲۴ | ۲۴ | ۲۳ | ۱۱۷   |           |           |
| ۲۷   | William Hinton          | ایالات متحده آمریکا | ۲۲ | ۲۳ | ۲۳ | ۲۴ | ۲۴ | ۱۱۶   |           |           |
| ۲۸   | Leonel Martínez         | ونزوئلا             | ۲۳ | ۲۴ | ۲۳ | ۲۳ | ۲۳ | ۱۱۶   |           |           |
| ۲۹   | Gianluca Chetcuti       | مالت                | ۲۴ | ۲۲ | ۲۳ | ۲۵ | ۲۲ | ۱۱۶   |           |           |
| ۳۰   | Said Al-Khatri          | عمان                | ۲۳ | ۲۵ | ۲۲ | ۲۱ | ۲۳ | ۱۱۴   |           |           |

## فینال
| رتبه | ورزشکار                 | کشور                | 1  | 2  | 3  | 4  | 5  | Shoot-off | یادداشت‌ها |
| ---- | ----------------------- | ------------------- | -- | -- | -- | -- | -- | --------- | --------- |
| 1    | ناتان هالس              | بریتانیای کبیر      | 24 | 29 | 33 | 38 | 48 |           | ر.ک       |
| 2    | چی یینگ                 | چین                 | 23 | 28 | 31 | 35 | 44 |           |           |
| 3    | ژان پیر برول            | گواتمالا            | 22 | 26 | 31 | 35 |    |           |           |
| ۴    | Rickard Levin-Andersson | سوئد                | 23 | 28 | 30 |    |    |           |           |
| ۵    | Derrick Mein            | ایالات متحده آمریکا | 22 | 26 |    |    |    |           |           |
| ۶    | James Willett           | استرالیا            | 19 |    |    |    |    |           |           |